# 크시라 사가라

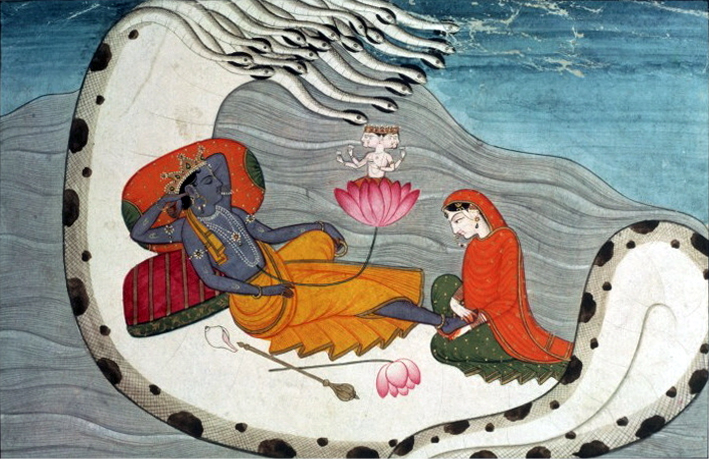
비슈누와 락슈미가 크시라 사가라(우유의 바다) 위에 있는 셰샤에 누워있는 모습, c. 1870

힌두교 우주론에서 크시라 사가라(산스크리트어: क्षीरसागर, IAST: Kṣīra Sāgara; 타밀어: Tiruppāṟkaṭal; 말라얄람어: Pālāḻi; 텔루구어: Pala Samudram) 또는 우유 바다는 7개 바다의 중심에서 다섯 번째에 위치한다. 이곳은 크라운차라고 알려진 대륙을 둘러싸고 있다. 힌두 경전에 따르면, 데바와 아수라들은 불멸의 넥타르인 암리타를 얻기 위해 이 바다를 천 년 동안 휘젓기 위해 함께 일했다. 이 에피소드는 고대 힌두 전설집인 푸라나의 사무드라 만타나 장에 언급되어 있다. 크시라 사가라는 신 비슈누가 그의 배우자 락슈미를 동반하고 그의 뱀 탈것인 셰샤 위에 누워있는 곳으로 묘사된다.

## 어원
"우유의 바다"는 산스크리트어 용어 kṣīroda, kṣīrābdhi 또는 kṣīrasāgara의 영어 번역이며, kṣīra "우유"와 -uda, sāgara "물, 바다" 또는 abdhi "바다"에서 유래한다.
이 용어는 인도어마다 다양하게 불리는데, 벵골어로는 키르 샤고르, 타밀어로는 티루파르카달, 텔루구어로는 팔라 사무드람으로 불린다.

## 유해교반
크시라 사가라는 우주 바다를 휘젓는 전설인 사무드라 만타나의 장소이다. 비슈누의 제안으로 데바와 아수라는 불멸의 묘약인 암리타를 얻기 위해 태초의 바다를 휘저었다. 바다를 휘젓기 위해 그들은 뱀의 왕인 바수키를 휘젓는 밧줄로 사용했다. 그들은 만다라산을 휘젓는 막대로 사용하고 비슈누의 아바타라인 쿠르마의 등 위에 놓았다. 데바와 아수라가 바다를 휘젓자, 독인 할라할라가 그 깊은 곳에서 나와 유독 가스로 우주를 뒤덮었다. 데바와 아수라는 시바에게 도움을 청했고, 시바는 그 독을 목구멍으로 삼켰다. 그의 배우자인 여신 파르바티는 독이 그의 몸 전체로 퍼지는 것을 막으려 했고, 독의 힘으로 시바의 목이 파랗게 변하여 그에게 닐라칸타("푸른 목을 가진 자")라는 별명을 얻게 되었다.
마하바라타에 따르면, 크시라 사가라를 휘젓는 동안 여러 라트나(보물)들이 나타났는데, 풍요의 소인 카마데누, 포도주의 여신 바루니, 나무 파리자타, 압사라들, 초승달, 독 할라할라, 그리고 손에 암리타 잔을 들고 있는 단반타리(데바의 의사)가 있었다. 그 뒤를 이어 번영의 여신 락슈미, 말 우차이슈라바스, 보석 카우스투바, 코끼리 아이라바타, 소원을 들어주는 나무 칼파브릭샤, 그리고 소라 판차잔야가 나타났다. 푸라나에는 불행의 여신 알락슈미, 리디와 시디, 푸슈카라, 그리고 여러 식물성 물질의 출현이 포함된다.
마침내 암리타가 다른 여러 보물과 함께 나타나자, 데바와 아수라들은 그것을 놓고 싸웠다. 그러나 비슈누는 요녀 모히니의 모습으로 아수라들을 조종하여 자신이 묘약을 분배하도록 허락하게 했고, 그 후 오직 데바들에게만 묘약을 제공했다. 아수라인 스바르바누는 암리타를 마시기 위해 데바로 변장했다. 수리야 (태양신)와 찬드라 (달의 신)는 이 속임수를 비슈누에게 알렸다. 비슈누는 아수라가 묘약을 마신 후 스바르바누의 목을 베어 그의 머리와 잘린 몸을 불멸로 만들었다. 나중에 그의 머리는 라후로 알려지게 되었고, 목이 잘린 부분은 케투로 알려지게 되었다.
대해를 휘젓는 이야기는 여러 고대 문헌, 특히 발미키의 라마야나 45칸토와 마하바라타에 전해진다.

## 문헌

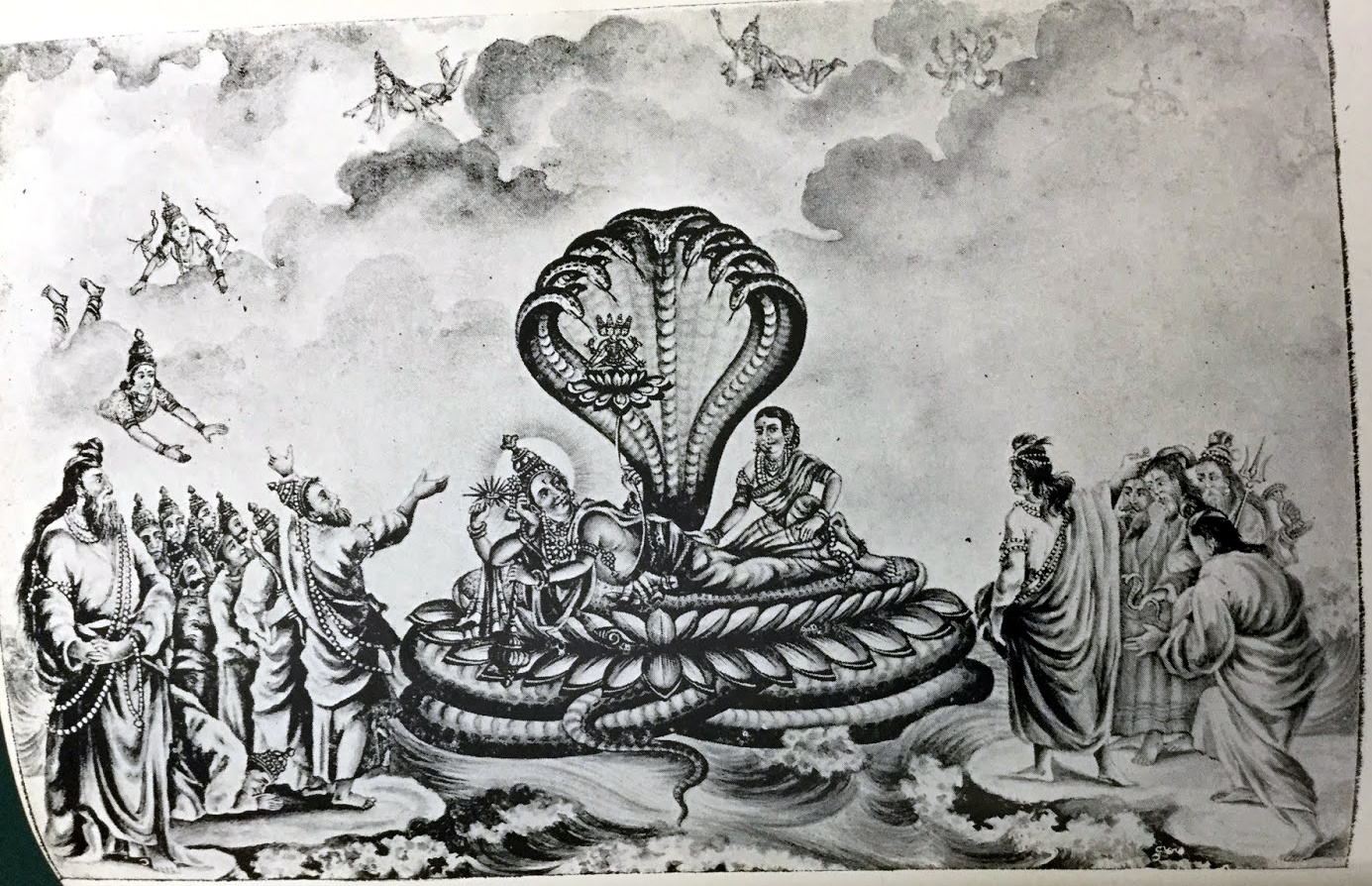
우유의 바다에서 마하비슈누로부터 나오는 브라흐마

### 비슈누 푸라나
비슈누 푸라나는 우유의 바다에서 락슈미가 기원하는 것을 묘사한다:
우유의 바다는 그 자체로 시들지 않는 꽃다발을 그녀에게 바쳤고, 신들의 예술가 (비슈바카르마)는 천상의 장신구로 그녀의 몸을 장식했다. 그리하여 목욕하고 옷을 입고 장식된 여신은 천상인들의 시선 속에서 하리의 가슴에 자신을 던졌고, 그곳에 기대어 신들에게 눈을 돌리니 신들은 그녀의 시선에 황홀경에 빠졌다. 비프라치티를 우두머리로 한 다이트야들은 비슈누가 그들에게서 등을 돌리고 번영의 여신 (락슈미)에게 버림받자 분노로 가득 찼다.— 비슈누 푸라나, 책 1, 장 9

### 티루바야몰리
우유의 바다(티루파르카달)는 비슈누파 타밀 문학 작품인 티루바야몰리에 언급되어 있다:
연꽃 눈을 가진 주를 찬양하라
세 신의 형상을 한 분이시며
셋 중 첫 번째이신 분
저주를 없애시는 분
깊은 바다에 누워 계시는 분
신성한 존재들의 주인이신 분
아름다운 랑카를 불태운 활을 가지신 분
우리의 죄를 파괴하시는 분.— 남말바르, 티루바야몰리, 구절 3.6.2

### 데비 바가바타 푸라나

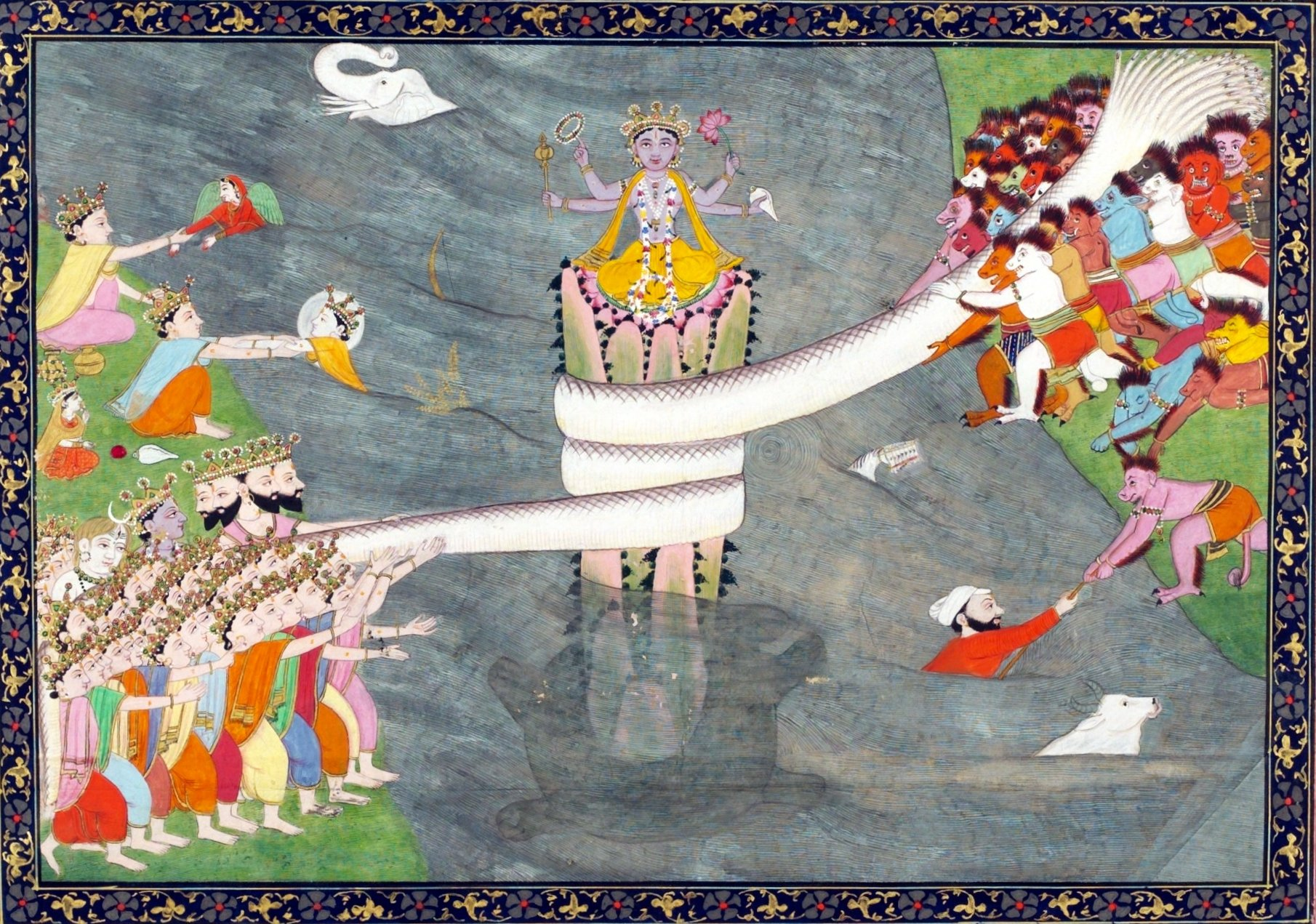
쿠르마, 비슈누의 거북 아바타라. 사무드라 만타나 동안 만다라 산 아래에 있고 바수키가 감겨 있으며, 우유의 바다를 휘젓는 모습, c. 1870

데비 바가바타 푸라나 역시 그 구절에서 우유의 바다를 언급한다:
바가반 하리는 때때로 바이쿤타에 거주하고, 때때로 우유의 바다에 거주하며 즐거움을 누리며, 때때로 강력한 다나바들과 싸우고, 때때로 광범위한 희생 제사를 지내며, 때때로 혹독한 고행을 수행하고, 때때로 요가 마야의 지시 아래 깊은 잠에 든다. 그리하여 그는 결코 자유롭고 독립적이지 못하다.— 데비 바가바타 푸라나, 20장, 12-14절

## 거처
- 바이쿤타는 물질 세계에서 물로 덮여 있으며, 마카라 라시(슈라바나 황도대) 또는 염소자리 방향으로 엄청난 거리에 떨어져 있다. 이 영역에는 비슈누가 거주하는 베다바티라는 곳이 있다.
- 스베타드비파로 알려진 섬에는 우유의 바다가 있으며, 그 바다 한가운데에는 아니룻다가 아난타 위에 누워있는 아이라바티푸라라는 곳이 있다.

우주론적으로, 드비파(섬)와 사가라(바다)는 전체 우주를 묘사하지만, 우주 지리에서는 모든 드비파와 사가라가 남반구에 위치하는 것으로 나타난다. 일부 사트바타 탄트라에는 아홉 바르샤와 각 지역에서 숭배되는 주된 신에 대한 설명이 있다:
1. 바수데바
2. 상카르샤나
3. 프라듐나
4. 아니룻다
5. 나라야나
6. 나라심하
7. 하야그리바
8. 바라하
9. 파라슈라마

물질 우주에 존재하는 모든 아바타라의 심장에 있는 초영혼인 파라마트마는 크시라 사가라에 산다. 일부 비슈누파 전통에 따르면, 파라마트마는 크시로다카샤이 비슈누이며, 그는 840만 가지 물질 신체의 모든 원자와 심장에 존재하며, 각 심장 안에 있는 영혼인 아트만은 본질적으로 파라마트마와 동일하다.
가르가 삼히타에서는 크시라 사가라가 셰샤의 배우자인 나가락슈미로 의인화된다.

## 같이 보기
- 바이쿤타
- 나라야나
- 크시로다카샤이 비슈누
- 파라마트마